# Carlos Silva Sánchez
Carlos Silva Sánchez (San Fernando, antigua provincia de Colchagua, 19 de junio de 1944) es un ajedrecista  chileno, que posee el título de maestro FIDE.

## Resultados destacados en competición
Fue cinco veces ganador del Campeonato de ajedrez de Chile en los años 1969, 1971, 1974, 1975 y 1976.
Participó representando a Chile en nueve Olimpíadas de ajedrez en los años 1974 en Niza, 1976 en Haifa, 1978 en Buenos Aires, 1980 en La Valeta, 1984 en Salónica, 1986 en Dubái, 1994 en Moscú, 1998 en Elistá y 2000 en Estambul.
Representó al club Rangers de Talca en algunas ocasiones de los años '60 y '70.